# Акціонізм (соціологія)
Акціонізм (від лат. actio — дія) — вид навмисної або ненавмисної поведінки, що являє собою енергійну схильність до необдуманих або безцільних занять, іноді з метою приховати або уникнути видимості бездіяльності чи недостатньої успішності у виконанні певного завдання чи роботи або, навпаки, з метою привернути позитивну увагу до себе. Крім того, акціонізм може позначати ситуацію, коли певні проєкти висуваються, обговорюється, але ніколи не доводяться до кінця.
Звинувачення у «сліпому акціонізмі» часто лунають на адреси політиків. Приміром, завжди є активні політики або політичні групи, які виступають і проводять демонстрації навколо політичних питань, причому нехтуючи безпосередньою і практичною політичною роботою, яку часто важко донести до мас. Інакше кажучи, акція без мети на дійсні зміни, а лиш привертання уваги.
Цей термін також означає неорганізовані політичні чи соціальні дії, спрямовані на зміну чинних соціальних умов, але цілі яких не визначені точно і не продумані до кінця, а наслідки зазвичай не розглядаються.
Акціонізм — це концепція, пов'язана передусім з анархізмом прямої, негайної дії, яка не спрямовується за довіреністю. Акціонізм означає насамперед власну, несимволічну стійку дію. Тим самим акціонізм долає зв'язок «засіб-ціль». Акціонізм проявляється у різних підривних діяльностях. Сама акція є виразом підривного життя і не оцінюється з погляду видимого впливу на політичний порядок, оскільки сама по собі може бути оцінена як зрушення у відносинах влади. У політичному акціонізмі є важливим розуміння власної особистості як точки опору і самого опору як розвитку авторитарних умов життя, що дозволяє уникнути ризиків репрезентативних політичних концепцій. Сама дія може відчуватися як «приємний досвід, що звільняє акт, момент самореалізації» та мати «характер постановки, гри». На відміну від вищеописаного, концепція, яка орієнтована на конкретні соціальні зміни, — це концепція прямої дії.
Фашизм також вважається ідеологією, у центрі якої була не так програма, як безкомпромісна воля до дії: фашистська пропаганда постійно апелювала до почуттів і почуття спільності, а раціональний аналіз та вивчення соціальних реалій, як правило, не проводились.